# Pocinovice
Pocinovice (en allemand : Putzeried) est une commune du district de Domažlice, dans la région de Plzeň, en République tchèque. Sa population s'élevait à 568 habitants en 2017.

## Géographie
Pocinovice se trouve à 14 km à l'ouest-sud-ouest de Klatovy, à 19 km au sud-est de Domažlice, à 48 km au sud-sud-ouest de Plzeň et à 125 km au sud-ouest de Prague.
La commune est limitée par Chodská Lhota et Libkov au nord, par Dlažov et Běhařov à l'est, par Nýrsko et Chudenín au sud, et par Všeruby à l'ouest.

## Histoire
La première mention écrite de la localité date de 1325.

## Administration
La commune se compose de deux quartiers :
- Orlovice
- Pocinovice